# كلود أوبري
كلود أوبري هو مترجم وكاتب للأطفال وأمين مكتبة كندي، ولد في 23 أكتوبر 1914، وتوفي في 3 نوفمبر 1984.